# Der Kleinstadtpoet
Der Kleinstadtpoet ist eine deutsche Filmkomödie des ungarischen Regisseurs Josef von Báky aus dem Jahr 1940. Die Literaturverfilmung basiert auf dem Roman Verkannte Bekannte des Schriftstellers Utz Utermann. In der Hauptrolle verkörpert Paul Kemp den biederen Stadtsekretär Paul Schleemüller.

## Handlung
Paul Schleemüller ist mit Leib und Seele Stadtsekretär von Schönbach. Sein Wunsch ist es, eines Tages einmal Bürgermeister „seiner“ Gemeinde zu werden. Nebenbei hat er auch ein Faible für die Poesie. Von dieser Leidenschaft hat er jedoch noch niemandem erzählt, da er der Meinung ist, dass es sich für einen städtischen Bediensteten nicht gehört, Gedichte zu schreiben.
Eines Tages trinkt Schleemüller etwas mehr Alkohol, als er vertragen kann, und bekennt seinem Freund, dem Friseur Emil, seine dichterische Tätigkeit. Er bittet Emil, die Gedichte unter seinem Namen zu veröffentlichen, damit er nicht ins Licht der Öffentlichkeit gerät. Emil stimmt zu.
Die Gedichte werden zum Kassenschlager. Logischerweise steht jetzt Emil im Licht der Öffentlichkeit und jeder will von so einem begabten Dichter frisiert werden. Das geht so lange gut, bis Emil Gedichte seines Freundes Paul veröffentlicht, die die Stadt Schönberg in einem nicht sehr guten Licht erscheinen lassen. Die bisherigen Kunden wenden sich ab und in der Folge droht sein Salon in den Konkurs zu rutschen, da sich niemand mehr die Haare dort schneiden lassen will.
Die Handlung nimmt eine Wendung, als die Nachricht eintrifft, dass eine Universität dem Friseur Emil für „seine“ dichterischen Werke einen mit 10.000 Mark dotierten Preis überreichen will. An dieser Stelle überlegt Paul, ob es nicht angebracht wäre, sich nun als der eigentliche Autor der Werke in der Öffentlichkeit vorzustellen.

## Produktionsnotizen
Als Drehort diente Sacrow (bei Potsdam). Die Dreharbeiten begannen am 27. Mai 1940 und endeten im Juli desselben Jahres. Viktor von Buchstab war der Standfotograf. Willy Schiller war gemeinsam mit Franz F. Fürst für die Filmbauten zuständig. Die Liedtexte entstammen der Feder von Werner Kleine.

## Erscheinungstermine und abweichende Filmtitel
Der Kleinstadtpoet wurde am 20. Dezember 1940 in Berlin uraufgeführt. In Dänemark wurde der Film unter dem Titel Røre i Andedammen in den Kinos gezeigt.

## Kritiken
Das Lexikon des internationalen Films bescheinigt dem Film „... eine satirische Komödie zu sein, die sich um eine realistische Schilderung des deutschen Kleinstadtmilieus zur Kaiserzeit bemüht.“